# Lintao
Lintao är ett härad inom Dingxi stad på prefekturnivå i provinsen Gansu i nordvästra Kina.
Lintao är indelat i tolv köpingar och sex socknar.
Köpingar (zhen):

- Balipu (八里铺镇)
- Longmen (龙门镇)
- Nanping (南屏镇)
- Taishi (太石镇)
- Taoyang (洮阳镇)
- Xiakou (峡口镇)
- Xindian (辛店镇)
- Xintian (新添镇)
- Yaodian (窑店镇)
- Yaxiaji (衙下集镇)
- Yujing (玉井镇)
- Zhongpu (中铺镇)

Socknar (xiang):

- Hongqi (红旗乡)
- Kangjiaji (康家集乡)
- Lian'erwan (连儿湾乡)
- Manwa (漫洼乡)
- Shangying (上营乡)
- Zhantan (站滩乡)